# Székelyszabar
Székelyszabar is een plaats (község) en gemeente in het Hongaarse comitaat Baranya. Székelyszabar telt 644 inwoners (2001).